# Rivière Pembina (Manitoba-Dakota du Nord)
Pour les articles homonymes, voir Pembina.
Ne doit pas être confondu avec Rivière Pembina (Alberta).
La rivière Pembina est un cours d'eau qui coule dans la province du Manitoba au Canada et continue son trajet aux États-Unis dans l'État du Dakota du Nord.
La rivière Pembina prend sa source dans les collines Pembina, situées à l'ouest de la rivière Rouge au Manitoba. La rivière s'écoule vers le sud-est. Elle traverse le village de La Rivière. Elle franchit, plus au sud, la frontière canado-américaine qu'elle longe. Elle traverse la ville de Walhalla, puis continue sa course avant d'aller se jeter dans la rivière Rouge à la hauteur de la ville de Pembina dans le comté de Pembina.
La rivière tient son nom de la plante Pembina que les trappeurs et coureurs des bois canadiens-français francisèrent à partir du nom amérindien des Cris "nîpiniminân « baie d'été ». "Pembina" est une plante connue sous le nom de viorne ou viorne comestible.